# Calendasco
Calendasco är en ort och kommun i provinsen Piacenza i regionen Emilia-Romagna i Italien. Kommunen hade 2 417 invånare (2018).